# Syllepte angustalis
Syllepte angustalis là một loài bướm đêm trong họ Crambidae.